# Belcherovy ostrovy
Belcherovy ostrovy, anglicky Belcher Islands, jsou souostroví v Nunavutu v Kanadě. Leží v jihovýchodní části Hudsonova zálivu. Souostroví se rozprostírá na 3000 km². Osada Sanikiluaq na severním pobřeží ostrova Flaherty je nejjižněji ležící osada v Nunavutu. Souostroví tvoří zhruba 1 500 ostrovů. Mezi velké ostrovy, kromě ostrova Flaherty, patří Kugong, Tukarak a Innetalling. Další větší ostrovy jsou Moore, Wiegand, Split, Snape a Mavor.

## Geologie
Souostroví je tvořeno proterozoickými horninami; obnažené klastické sedimentární horniny, vulkanické magmatické horniny a karbonátové jednotky dokládající rozlámání a pokles kratonu. Na ostrově jsou dvě hlavní vulkanické série.

## Flóra
Na ostrovech nemohou růst stromy jinde než v údolích, protože jinde nejsou odpovídající půdní poměry.

## Fauna
Hlavními divokými zástupci fauny jsou běluhy, mroži, sobi a sovice, ti všichni se vyskytují na ostrovech celoročně. V okolních vodách žije celá řada ryb, jako jsou siven arktický, huňáček severní, různí hranáčovití a vrankovití.

## Historie

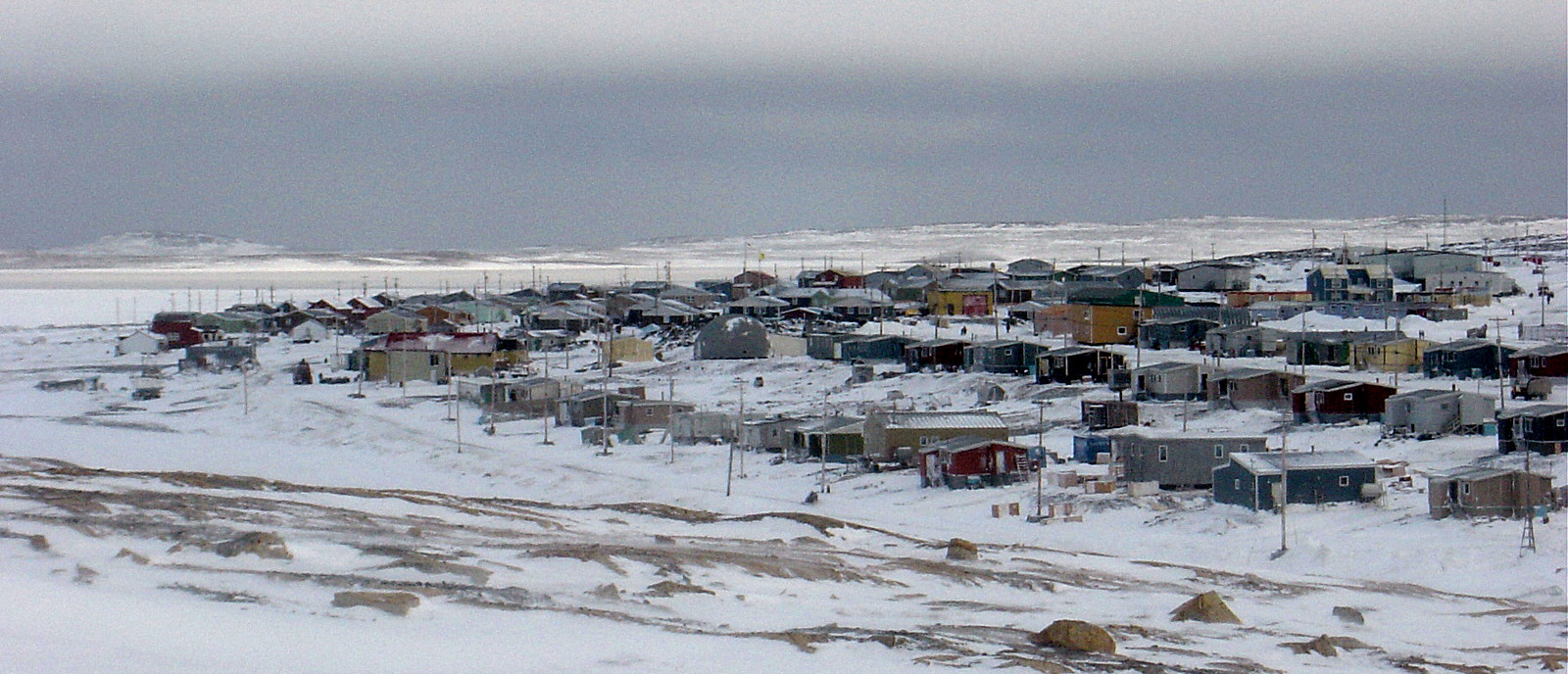
Osada Sanikiluaq

Před rokem 1914 anglofonní kartografové věděli jen velmi málo o Belcherových ostrovech, které zobrazovali coby malé tečky na mapách, mnohem menší než byla jejich skutečná rozloha. V roce 1914 se mapa George Weetaltuka dostala do rukou Roberta Flahertyho a kartografové je začali zobrazovat přesněji.
Ostrovy nesou jméno britského admirála Edwarda Belchera (1799–1877).